# Danh sách trò chơi điện tử Naruto
Các trò chơi điện tử Naruto đã xuất hiện trên nhiều hệ từ Nintendo, Sony, Microsoft, đến Bandai.

## Thế hệ đầu tiên
Trò chơi điện tử Naruto đầu tiên là Naruto: Konoha Ninpouchou, được phát hành ở Nhật Bản vào 27 tháng 3 năm 2003, cho hệ WonderSwan Color. Hầu hết các trò chơi điện tử Naruto chỉ được phát hành ở Nhật Bản.

## Thế hệ tiếp theo
Phải cho đến 7 tháng 3 năm 2006, khi trò chơi đầu tiên của loạt game Naruto: Gekitou Ninja Taisen và loạt game Naruto: Saikyou Ninja Daikesshu được phát hành tại Bắc Mỹ dưới tựa Naruto: Clash of Ninja và Naruto: Ninja Council thì trò chơi Naruto mới chính thức có mặt ngoài phạm vi Nhật Bản. Những trò này có phiên bản lồng tiếng Anh của anime.

## Gần đây
Gần đây, hai trò chơi Naruto mới cho hệ Nintendo DS và Wii đã được tiết lộ tại Triển lãm Game Tokyo. Ngoài ra, quá trình sản xuất cho Narutimate Hero thứ 5 đã được thông báo. Cũng có một trò chơi Naruto mới phát hành cho Xbox 360: Rise of a Ninja và một trò hoàn toàn khác cho Playstation 3 đang được phát triển bởi CyberConnect2 và Namco để phát hành vào năm 2008. Ban đầu nó có tên Naruto: PS3 Project, nhưng nó đã có tựa chính thức là Naruto: Ultimate Ninja Storm...